# Karabaj
Karabaj (en armenio: Ղարաբաղ; en azerí: Qarabağ) es una región que en la actualidad se encuentra entre la actual Armenia oriental y el suroeste de Azerbaiyán. Se extiende desde los altos del Cáucaso Menor hasta las tierras bajas que hay entre los ríos Kurá y Aras. Se compone de tres regiones: el Alto Karabaj (que se corresponde con el histórico Artsaj y el actual Alto Karabaj), el Bajo Karabaj (las estepas meridionales del río Kurá) y parte de Syunik.
En la actualidad, gran parte esta región pertenece a la República de Azerbaiyán. La mayoría del territorio desde principios de la década de 1990 hasta 2023, de facto estuvo controlado por la autoproclamada, aunque no reconocida, República de Artsaj.

## Orígenes del nombre

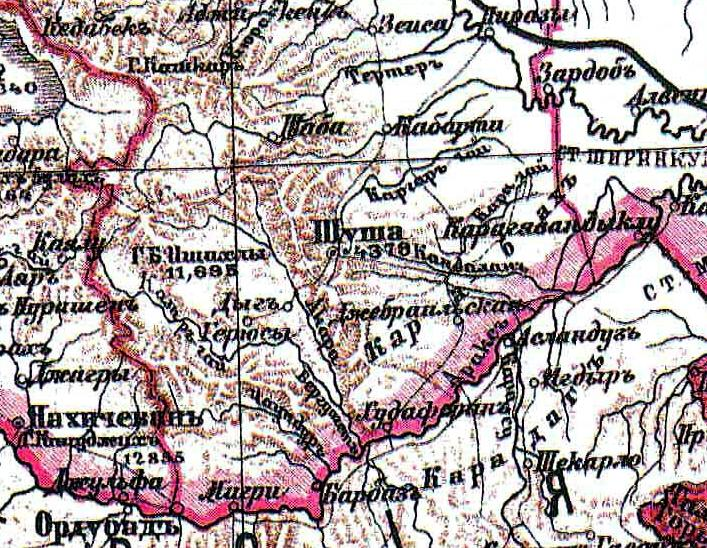
La región de Karabaj en un antiguo mapa ruso del ESBE (1890-1906).

Generalmente se cree que la palabra "Karabaj" es de origen túrquico y persa y que significa literalmente "vergel negro". Según otra teoría, propuesta por Bagrat Ulubabyán el nombre sería de origen turcoarmenio y significaría "Gran Baghk", en referencia a Ktish-Baghk (luego llamado Dizak), uno de los principados de Artsaj entre los siglos XI y XIII.
El primer lugar en el que aparece el topónimo son las Crónicas Georgianas (Kartlis Tsjovreba), así como otras fuentes persas de los siglos XIII y XIV. El nombre se popularizó tras la conquista mongola en la década de 1230. La primera vez que el nombre aparece en fuentes medievales armenias es durante el siglo XV, en la Historia de Tamerlán y sus sucesores de Tomás de Metsoph.

## Historia

### Historia antigua y medieval
El alto y el bajo Karabaj, poblados por varias tribus caucásicas que fueron conquistadas por los armenios en el siglo II antes de nuestra era. Los armenios establecieron la provincia de Artsaj dentro del Reino de Armenia. Sin embargo, es posible que con anterioridad la región hubiera formado parte de la satrapía oróntida de Armenia, entre los siglos IV y II. Tras la partición de Armenia en el año 387, pasó al reino de la Albania caucásica. Las invasiones árabes condujeron después a la ascensión de varios príncipes armenios que establecieron su dominio sobre la región.
En el siglo XV, el viajero germano Johann Schiltberger recorrió el bajo Karabaj y lo describió como una gran y hermosa llanura de Armenia.
El Alto Karabaj (en ruso: Nagorno-Karabaj) o Artsaj fue gobernado por varios linajes de la casa armenia de Jachen entre el año 821 y principios del siglo XIX. In 1747, Panah Javanshir, un caudillo turcomano local tomó el control de la región tras la muerte del gobernante persa Nadir Shah, y tanto el alto como el bajo Karabaj pasaron a formar parte del nuevo kanato de Karabaj. Sin embargo, el Alto Karabaj siguió siendo gobernado por sus príncipes hereditarios, conocidos como melíks, hasta la anexión rusa que se produjo en 1805.

### Historia moderna
Bajo el dominio ruso, el Karabaj (incluyendo las partes alta y baja) era una región con un área de 13.600 km², en la que Shusha (Shushi) era la ciudad principal. Después de la adhesión del kanato de Karabaj a Rusia,la mayoría de musulmanes emigraron a Persia, mientras que un gran número de los armenios de Persia y Turquía, con el apoyo de las autoridades rusas fueron trasladados en los territorios rusos recién reunificados, incluyendo Karabaj. En el territorio de dos conquistados kanatos en 1828, se creó la provincia de Armenia (Ereván- Najicheván-Ordubad). Las condiciones de y tratados Turkmenchay y Tratado de Edirne (o Adrianópolis) aceleró el intercambio de poblaciones. La migración de la población armenia en la zona Oriental de Armenia duró hasta la desintegración del Imperio Ruso. La población estaba compuesta por armenios y musulmanes. Así en el año 1828 en Karabaj fueron trasladados más de 700 familias armenias, y en su mayoría en Karabaj. Según los datos recogidos por los rusos en 1823 y los publicados oficialmente en 1836, la población del Alto Karabaj era mayoritariamente armenia. En 1828, el kanato de Karabaj fue disuelto y en 1840 fue absorbido por el óblast del Caspio (Kaspíyskaya óblast). En 1846, pasó a ser parte de la gubernia de Shamaja. En 1876 pasó a la gubernia de Elizavetpol, que existió hasta la caída del Imperio ruso en 1917.

### Unión Soviética
Tras la disolución del Imperio ruso, Karabaj, Zangezur y Najicheván pasaron a ser territorios en disputa entre las nuevas repúblicas de Armenia y Azerbaiyán. La lucha entre ambas comenzó. Tras la derrota del Imperio otomano en la Gran Guerra, las tropas británicas ocuparon Transcaucasia. El mando británico confirmó a Josrov bey Sultanov (nombrazo por el gobierno azerbaiyano) en el puesto provisional de gobernador general de Karabaj y Zangezur, a la espera de la decisión final de la Conferencia de Paz de París, pero en 1920 Azerbaiyán y Armenia se sovietizaron y el asunto del estatus de Karabaj pasó a manos de las autoridades soviéticas. 
En 1923, partes de Karabaj pasaron a formar parte del nuevo Óblast Autónomo del Alto Karabaj, una entidad administrativa de la R.S.S. de Azerbaiyán, dentro de la cual quedaba con un 94% de población armenia. Durante el periodo soviético, las autoridades armenias intentaron unir el Óblast Autónomo del Alto Karabaj con R.S.S. de Armenia, pero las autoridades de Moscú no apoyaron estas iniciativas.

### Guerra del Alto Karabaj
En febrero de 1988, en el contexto de glásnost y perestroika impulsado por las medidas de Mijaíl Gorbachov, el Sóviet Supremo del Óblast Autónomo del Alto Karabaj decidió por votación unirse a la R.S.S. de Armenia. En verano de 1989 las zonas del óblast de Alto Karabaj pobladas por armenios estaban bloqueadas por la RSS de Azerbaiyán, como respuesta al bloqueo que la R.S.S. de Armenia ejercía contra Najicheván, con carreteras y ferrocarril cortando el acceso al exterior. El 12 de julio se produjo la votación del Sóviet Supremo de Alto Karabaj por la que decidía la secesión respecto de Azerbaiyán y en respuesta, el Kremlin puso la región bajo el control directo de Moscú, instalando una comisión especial que la gobernara. En noviembre de 1989 el Kremlin devolvió el control del óblast a Azerbaiyán. El gobierno local de la región de Shaumian también declaró su independencia de la R.S.S. de Azerbaiyán en 1991.
A finales de 1991 los representantes armenios en el gobierno del Óblast Autónomo del Alto Karabaj proclamaron una república independiente de la RSS de Azerbaiyán. En ese momento partes del Bajo Karabaj estaban controladas por las fuerzas de los armenios del Karabaj. Los habitantes azerbayanos y kurdos de la región tuvieron que abandonar los territorios que quedaron bajo control de los armenios.

## Dialecto de Karabaj
La población armenia de la región hablaba un dialecto del armenio que ha recibió una fuerte influencia de las lenguas persa, rusa y turca. Era el dialecto más hablado de la lengua armenia hasta que durante el periodo soviético el dialecto de Ereván se convirtió en lengua oficial de la R.S.S. de Armenia.